# 關鍵設施原則
關鍵設施原則（英語：essential facility doctrine），或譯為樞紐設施原則、必要设施原则等，是一種在競爭法下產生的獨占行為的一種特別型態。一般來說，它是指一家擁有市場力的公司在市場中使用瓶頸來阻斷競爭者進入該市場的反競爭行為。某種程度接近拒絕交易的涵義。
一般以美國反壟斷法中所陳述的四個要件來說明關鍵設施：
1. 某獨占事業具有關鍵設施的控制權。
2. 競爭者實際上不能或無法合理地另行建置該設施。
3. 拒絕競爭者使用該設施的事實。
4. 具備提供該設施的可行性。

對於潛在的反競爭者來說，要以這些要件歸咎是相當困難的。因對於反競爭者來說，何謂在明顯的市場下的「關鍵」設施、哪些設施某種程度是對於競爭是有必要且會讓小公司無法與市場領導者競爭、有哪些設施可讓主導公司允許其他人使用而不會阻礙其主導服務顧客的地位。對於明確構成「關鍵設施」的要件上，目前為止都是相當大的爭議。
當此學說常以公營事業及運輸設施等自然獨占來說明時，經常會牽涉到有關智慧財產權上，例如法庭在引用此學說時，會有業者以保護其著作權或是專利來拒絕銷售貨品的方式說明。
此學說大多數源自美國法，不過一些也採用自英國、南非、歐盟的定義。

## 外部連結
- Law review article[] by Professor Robert Pitofsky
- Brief explanation of the doctrine from the International Telecommunication Union
- Article on the doctrine from the Competition Commission of South Africa